# Iavor Ianakiev
Iavor Ianakiev (n. 3 iunie 1985, Stara Zagora, Republica Populară Bulgaria) este un luptător ce a reprezentat Bulgaria, medaliat olimpic. A participat la o ediție a Jocurilor Olimpice (2008) în care a câștigat o medalie de bronz.

## Participări
Lista de mai jos prezintă principalele competiții la care a participat Iavor Ianakiev de-a lungul carierei.
- wrestling at the 2008 Summer Olympics – men's Greco-Roman 74 kg[*]